# Lambornia inspiciens
Lambornia inspiciens là một loài bướm đêm trong họ Geometridae.